# 戈尔内 (新西伯利亚州)
戈尔内（羅馬化：Gornyy）是俄罗斯新西伯利亚州的工人村（市级镇），属托古钦区，地处新西伯利亚州东部，位于区行政中心托古钦西南、州府新西伯利亚东北方。
该地2021年人口有8,847人；2010年人口9,403；2002年人口9,935；1989年人口7,624。